# Žarko Majcen
Žarko Majcen slovenski jadralni in motorni pilot ter inštruktor letenja, umrl v letalski nesreči, po njemu so poimenovali aeroklub v Mariboru * 1921, Gorica, Italija † 1947, Cerklje ob Krki, FLRJ.
Leta 1939 je Majcen šolal neizkušenega Maksa Medveda in Valterja Muhoveca iz Šoštanja pri izgradnji jadrilice DFS Zögling in z njo izvedel 24.09.1939 tesni let v Šoštanju na območju Lajš.  Po drugi svetovni vojni je bil poslan v zvezno pilotsko šolo za motorno letenje v Rumo. 
Leta 1947 se je smrtno ponesrečil na prvem jadralnem tekmovanju po drugi svetovni vojni v Cerkljah pri Brežicah pri izvajanju loopinga z letalom Jastreb varianta bis konstruktorja Iva Šoštariča, ki takrat še ni imel krilnih opornic. Po njemu so poimenovali aeroklub v Mariboru v letih 1947 do 1967 v spomin na njega.